# Бентос

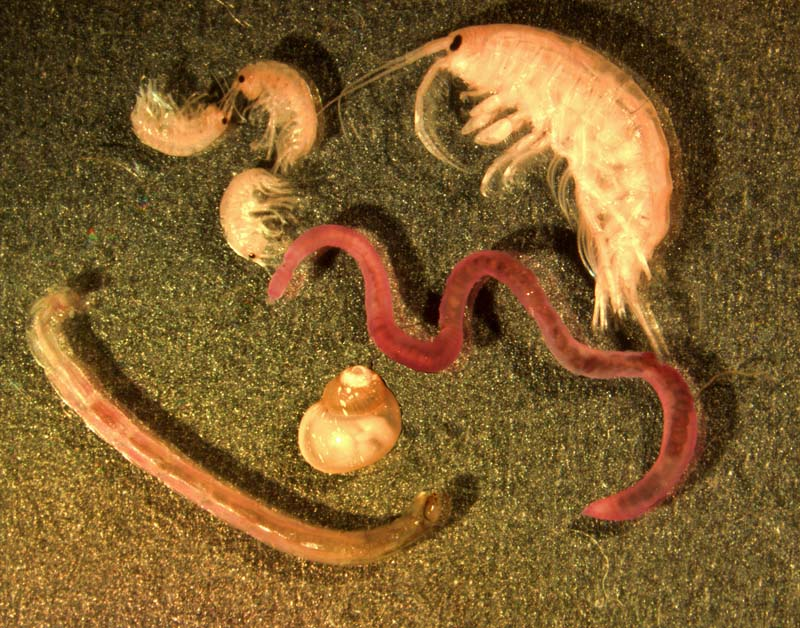
Типичные представители макрозообентоса

Бе́нтос (от греч. βένθος — глубина) — совокупность организмов, обитающих на грунте и в грунте дна водоёмов. 
«Бентос» — по-гречески «глубина», под этим названием объединяют организмы, обитающие на дне океана и в грунте дна рек, морей и океанов.
В океанологии бентос — организмы, обитающие на морском дне; в пресноводной гидробиологии — организмы, обитающие на дне континентальных водоёмов и водотоков; зона обитания бентоса называется бенталь. 
Животные, относящиеся к бентосу, называются зообентосом, а растения — фитобентосом. 
К бентосу относятся также многие протисты (например, большинство фораминифер).

## Разновидности бентоса
Бентос делят на животный (зообентос) и растительный (фитобентос). В зообентосе различают животных, живущих в грунте и на грунте, подвижных, малоподвижных и неподвижных, внедрившихся частично в грунт или прикреплённых к нему. По способу питания их делят на хищных, растительноядных и питающихся органическими частицами.
Среди животных бентоса есть крупные, средние и мелкие. К организмам, свободно передвигающимся по дну, относятся морские звёзды, крабы. Есть организмы то всплывающие, то лежащие на дне — камбалы, скаты. Есть и совсем малоподвижные — моллюски хитоны, гребешки, блюдечки. Ко дну прикрепляются устрицы и другие моллюски, а в грунт закапываются ланцетники. Основная масса зообентоса живёт на мелководных участках морей. Растительный бентос — это в основном водоросли. Бентос служит пищей многим рыбам и другим водным животным, а также используется человеком (например, водоросли, устрицы, крабы, некоторые рыбы). Пример бентосных животных — морские звёзды, устрицы, камбалы, мидии, мии, морской огурец, офиуры, анемоны и многие другие.
Выделяется также эпибентос, организмы, которые обитают на поверхностном слое донных осадков, и эндофауна (инфауна), организмы, которые обитают непосредственно внутри донного осадка. Эпибентос бывает неподвижным (сессильным), либо двигающимся (вагильным).
По способу добывания пищи выделяются следующие типы бентосных организмов:
- Хищники,
- Пожиратели взвеси,
- Грунтоеды,
- Соскребатели,
- Фильтраторы.

Бентос по размеру классифицируют на:
- макробентос, > 1 мм;
- мейобентос, > 32 мкм и < 1 мм;
- микробентос, < 32 мкм.